# Chiesa di Santa Lucia (Maropati)
La chiesa di Santa Lucia è un luogo di culto cattolico di Maropati.

## Storia

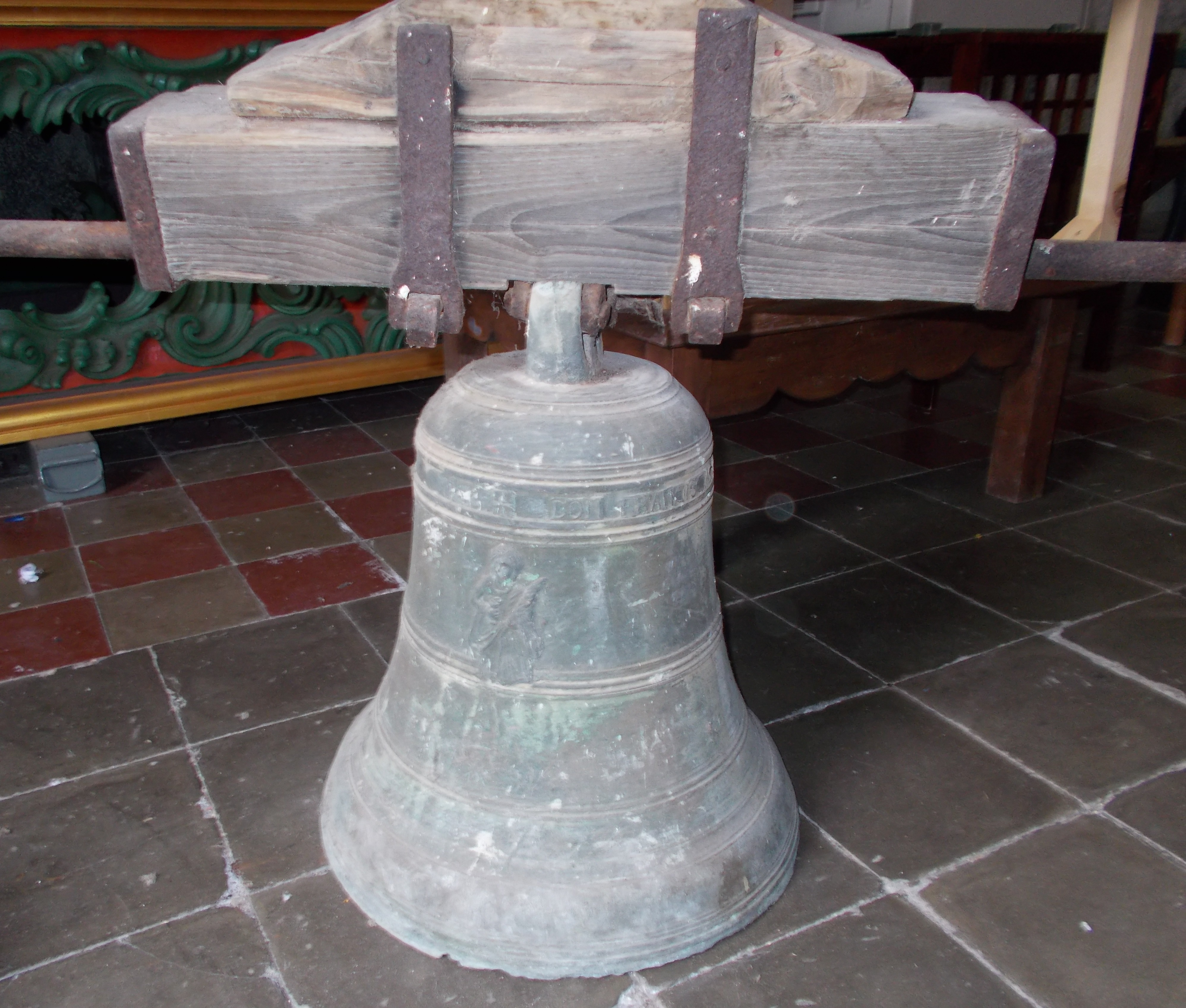
Campana del 1635 con l'immagine di Santa Lucia, della famiglia Guerrisi.

La chiesa è menzionata nel resoconto della visita pastorale del vescovo di Mileto, monsignore Marco Antonio Del Tufo, del 4 novembre del 1586: all'epoca vi si trovava un solo altare non consacrato. In una successiva visita del 26 settembre 1630 la chiesa doveva ancora essere molto malconcia. Una campana, tuttora conservata, reca la data del 1635, l'immagine di Santa Lucia e l'iscrizione "Don Franciscus Guarrisi".
In una successiva visita pastorale del 21 febbraio 1707 erano presenti due altari, uno intitolato a Sant'Antonio di Padova, sotto il patronato della famiglia Guerrisi e uno dedicato alla Beata Vergine Maria del Monte Carmelo, sotto il patronato della famiglia Chizzoniti. Una terza cappella dedicata allo Spirito Santo è di fondazione successiva (della famiglia Guerrisi 1729). Ancora, nell'anno 1745 mastro Domenico Belcaro fece erigere un quarto altare dedicato a sant'Agata.
Nel terremoto del 1783 la chiesa venne rasa al suolo. Nel 1860, nella chiesa si trovano solo due altari, quella della Madonna del Carmine e quello dell'Immacolata.
Il terremoto del 1908 causò ancora il crollo del campanile. Fu chiusa al culto nel 1931 e in seguito restaurata e riaperta negli  anni cinquanta ad opera di privati.
La chiesa di Santa Lucia possedeva numerosi terreni: oliveti a Carrubbara, Ciccarella, San Nicola.

## Festività e ricorrenze
- Festa di Santa Lucia (13 dicembre, con processione per le vie cittadine).[11]

## Titoli
- Chiesa sussidiaria. Il luogo di culto appartiene alla Parrocchia dei Santi Giorgio e Atenogene.